# IBM Portable Personal Computer
IBM Portable Personal Computer 5155 — ранний портативный компьютер, разработанный корпорацией IBM после успеха компьютера Compaq Portable. Компьютер был выпущен в феврале 1984 года, но всего через два года был заменён моделью IBM Convertible.

## Конструкция
Машина фактически представляла собой материнскую плату от PC/XT, установленную в переносной корпус в стиле Compaq. В системе было установлено: 256 килобайт памяти, расширяемой до 512 Кб, видеокарта CGA, подключённая к встроенному монохромному монитору с янтарным цветом свечения и диагональю 23 сантиметра, и один или два дисковода половинной высоты ёмкостью 360 Кб, производившихся компанией Qume. В отличие от компьютера Compaq Portable, видеокарта которого могла работать и в режиме MDA и в режиме CGA, IBM применила обычную видеокарту CGA. Была возможность выводить изображение на внешний цветной монитор или телевизор. В состав входила отдельная 83-клавишная клавиатура с кабелем, использовавшим телефонный разъём. Ответная часть разъёма размещалась на лицевой панели компьютера, шнур от неё шёл к стандартному разъёму клавиатуры PC/XT в задней части компьютера.
IBM, по мнению экспертов, разработала модель Portable отчасти из-за того, что отделу продаж требовался компьютер, способный конкурировать с Compaq Portable. Компьютер IBM был несколько дороже, чем модель от Compaq, но обладал большим объёмом памяти. Материнская плата имела восемь слотов расширения. Блок питания был рассчитан на мощность 114 ватт и мог работать в сети переменного тока как с напряжением 120, так и 230 вольт. Очень распространённым дополнением от сторонних производителей были жёсткие диски, так как IBM не предлагала их в комплекте. Обычно, при наличии двух дисководов, привод A: использовался для работы операционной системы, а привод B: использовался для запуска приложений и сохранения данных.
Суть продвижения компьютера как «портативного» состояла в том, что монитор и компьютер были объединены в блок размером с чемодан среднего размера. Этот блок можно было положить набок, открыть заднюю крышку, чтобы получить доступ к сетевой вилке, подключить блок к сети, отсоединить от передней части клавиатуру, загрузить операционную систему и получить готовый к использованию компьютер. Однако, если для работы требовалась печать документов, принтеры того времени делали компьютер менее «портативным». При весе более 13 килограммов компьютер был не слишком удобен для постоянного ношения, поэтому его часто называли «переносным».